# Rhabdomys
Rhabdomys — преимущественно южноафриканский род мышевидных грызунов, немного крупнее домашних мышей. Они известны как полосатые или четырехполосые мыши или крысы. Традиционно выделяли только один вид: Rhabdomys pumilio, хотя на основе современных данных, основанных на анализе кариотипа и мтДНК, Ученые делают предположение, что вид Rhabdomys включает в себя два или больше видов и подвидов. Виды Rhabdomys на спине имеют четыре характерные черные продольные полосы на более светлом фоне.

## Внешний вид и распространение
Высшие виды Rhabdomys имеют на спине четыре черные продольные полосы на фоне более светлой шерсти, иногда авторы описывают его как наличие семи полос. Название вида происходит от греческого rhabdos, что означает стержень; отсюда Rhabdomys — «полосатая мышь».
Внешне это довольно типичные мелкие мышиные, немного крупнее домовых мышей и с более «римским носом». Длина тела вместе с головой около 105 мм, и такая же длина хвоста. Крупный самец может весить до 55 граммов.
Игнорируя различия между видами, Rhabdomys как род широко распространён и обилен в субрегионе Южной Африки. Они встречаются довольно равномерно на всем пути от западного мыса до северной Намибии и некоторых частей Ботсваны, Мозамбика и Зимбабве. Данный вид мышей также был зарегистрирован и в некоторых частях Анголы, Замбии, Малави, Танзании, Кении, Уганды и южного Конго.

## Экология и общее поведение

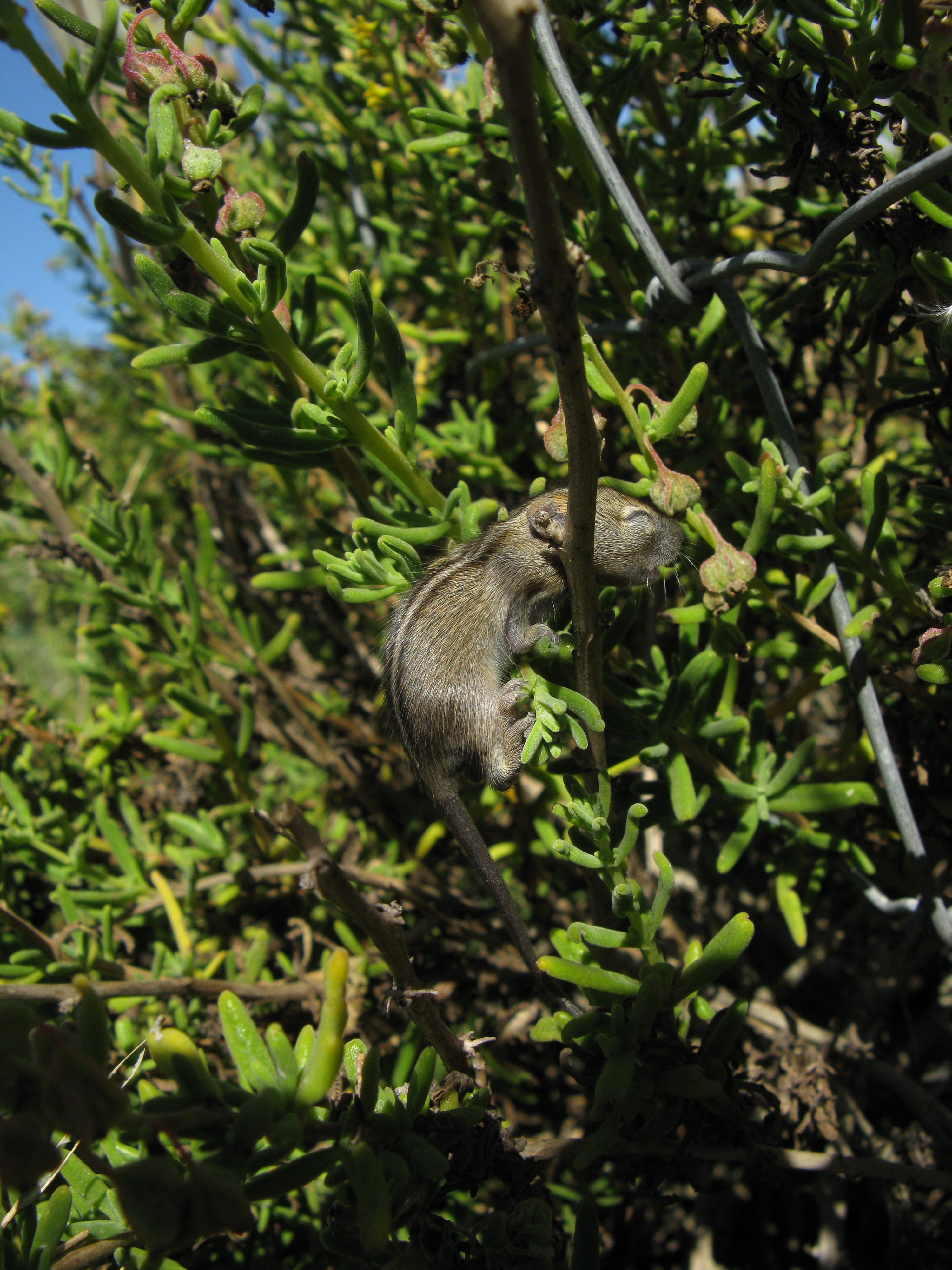
Rhabdomys без отлучения от груди питается сочной травой

В отличие от большинства мелких грызунов, виды Rhabdomys отличаются суточным, бимодальным характером активности. Они наиболее активны по утрам и вечерам, ночью и в полдень их активность снижается.
Благодаря всеядности, способность выживать без воды при условии, что пища содержит хотя бы 15 % воды и лёгкое приспосабливание к различным условиям среды обитания, вероятно, эти грызуны широкого распространились на юге Африки.
Rhabdomys всеядны, иногда поедают насекомых, но их основной пищей остаются семена и другая растительная пища. Хотя они не считаются серьёзными вредителями, их нападение может стать нежелательным для фермеров, занимающихся зерном, и садоводов, если популяция данного вида мышей высока.
Мыши-Rhabdomys являются важной добычей для многих видов змей, а также для мелких и средних хищников, таких как каракал, сервал, дикая и черноногая кошка, а также шакалов и некоторых видов мангустов. Они также являются основными продуктами питания для нескольких видов хищных птиц.

## Размножение
Мыши-Rhabdomys репродуктивно активны с весны до осени. Беременность у самок длится 22-23 дня, свободноживущие самки рожают примерно пять детёнышей за раз; у содержащихся в неволе самок помёты немного больше (например, 7-9 детёнышей). Детёныши начинают есть твёрдую пищу, когда достигают возраста десяти дней, покидают гнездо с двенадцати дней, а отлучение от груди происходит примерно в 16 дней. Половая зрелость достигается примерно через пять-шесть недель (от 34 до 90 дней). Сроки половой зрелости, а также возраст расселения зависят от факторов окружающей среды (например, наличия ресурсов), социальных сигналов (например, присутствия более старых, репродуктивно активных животных). У самок межпомётный интервал составляет примерно 23-30 дней.